# Made in
Made in Hyolee는 대한민국의 댄스 팝 가수 이효리의 비디오 음반이다. 2004년 11월 4일 발매되었으며, 다큐멘터리 형식으로 제작되었다.

## 추가 정보
이효리의 "10 Minutes", "Hey Girl" 등의 안무 영상과 고화질 뮤직비디오가 담겨져있다. 또한 개인적인 인터뷰 이야기도 담겨져있으며, 포토갤러리, 출연 방송 목록 등이 수록되었다.